# Lennart Larsson
Lennart Larsson (* 9. července 1953, Stockholm) je bývalý švédský fotbalista, záložník.

## Fotbalová kariéra
Začínal ve Švédsku v týmech IFK Malmö a Hässleholms IF. Ve švédské lize hrál za Halmstads BK, se kterým v roce 1976 získal mistrovský titul. V letech 1977-1979 1975 hrál německou bundesligu za FC Schalke 04. Po návratu do Švédska hrál ligu opět za Halmstads BK, se kterým v roce 1979 získal další mistrovský titul. V Poháru mistrů evropských zemí nastoupil ve 4 utkáních a dal 2 góly. Za švédskou fotbalovou reprezentaci nastoupil v letech 1976–1981 ve 26 utkáních a dal 4 góly. Byl členem švédské fotbalové reprezentace na Mistrovství světa ve fotbale 1978, nastoupil ve všech 3 utkáních.

## Ligová bilance
| Ročník                                 | Zápasy | Góly | Klub          |
| -------------------------------------- | ------ | ---- | ------------- |
| 1. švédská liga 1976                   | 25     | 10   | Halmstads BK  |
| 1. švédská liga 1977                   | 26     | 6    | Halmstads BK  |
| Německá fotbalová Bundesliga 1977/1978 | 13     | 2    | FC Schalke 04 |
| Německá fotbalová Bundesliga 1978/1979 | 13     | 1    | FC Schalke 04 |
| 1. švédská liga 1979                   | 3      | 0    | Halmstads BK  |
| 1. švédská liga 1980                   | 25     | 6    | Halmstads BK  |
| 1. švédská liga 1981                   | 13     | 2    | Halmstads BK  |
| 1. švédská liga 1982                   | 12     | 2    | Halmstads BK  |
| CELKEM německá bundesliga              | 26     | 3    |               |
| CELKEM 1. švédská liga                 | 117    | 36   |               |